# Pseudodipsas aurea
Pseudodipsas aurea är en fjärilsart som beskrevs av Sands 1976. Pseudodipsas aurea ingår i släktet Pseudodipsas och familjen juvelvingar. Inga underarter finns listade i Catalogue of Life.